# Hebbel-Theater
Das Hebbel-Theater befindet sich in Berlin-Kreuzberg und wurde als Einspartenhaus errichtet. Das Privattheater mit circa 800 Sitzplätzen ist 1907/1908 im Jugendstil als ein frühes und einzigartiges Werk des bekannten Theaterarchitekten Oskar Kaufmann erbaut worden und begründete seinen Ruhm als Theaterbaumeister. Das Eckgebäude integriert sich vollständig in die Häuserzeile der heutigen Stresemannstraße 29 und stellt das Erstlingswerk von insgesamt sechs weiteren Berliner Theaterbauten des Architekten dar. Gemeinsam mit dem Theater am Halleschen Ufer und dem Theater am Ufer bildet das Hebbel-Theater die Berliner Theaterinstitution Hebbel am Ufer (HAU) seit 2003.

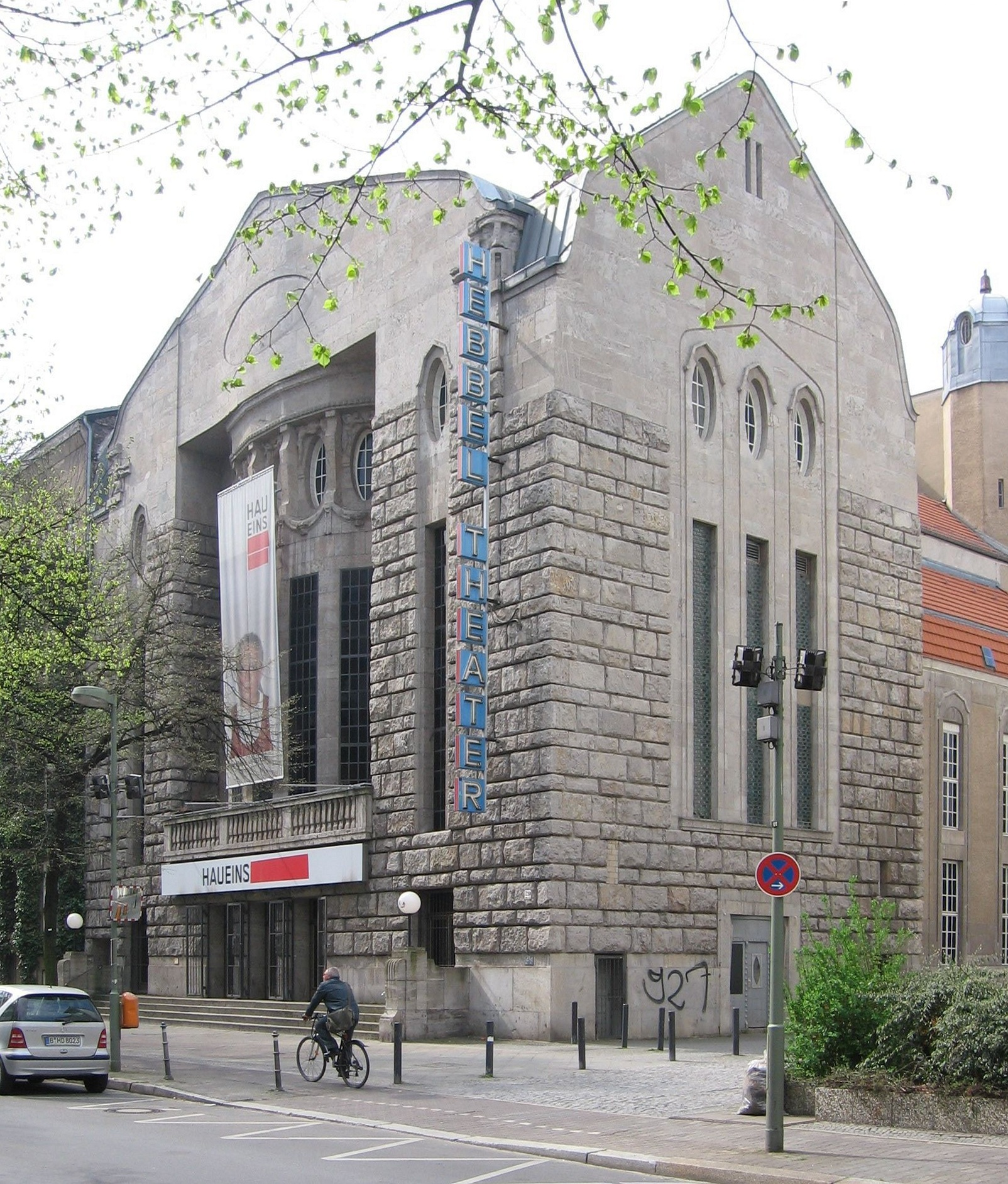
Das Hebbel-Theater in der Stresemannstraße heute

## Geschichte

### Entstehungsgeschichte und Bauzeit
Schon im Mai 1906 plante der ungarische Theaterregisseur Eugen Robert (alias Jenö Kovázs) die Errichtung eines Schauspielhauses in Berlin mit der Absicht, dort volkstümliches und modernes Sprechtheater zu veranstalten. Dabei erinnerte er sich eines „überaus begabte[n] Schlafzimmer[s]“, welches bei einer Ausstellung in Wertheim in demselben Jahr ausgestellt war. Die Gestaltung und Einrichtung dieses Zimmers stammte von einem Landsmann Roberts mit dem Namen Oskar Kaufmann. Dieser hatte erste Theaterbauerfahrung bei dem Berliner Architekten Bernhard Sehring gesammelt und sich in der Hauptstadt Berlin vor allem durch exklusive und populäre Raumausstattungen einen Namen gemacht, bevor der zukünftige Theaterdirektor Robert ihm im Berliner Café Central den Auftrag für den Bau eines Schauspielhauses erteilte.
Vermutlich kam Kaufmann selbst auf das Grundstück in der südlichen Friedrichstadt, das die eingetragene Bauherrengemeinschaft „Theater in der Königgrätzer Straße GmbH“ im Oktober 1906 für 460 000 Mark erwarb. Das Eckgrundstück befand sich zwischen Belle-Alliance- und Askanischem Platz in der heutigen Stresemannstraße 61 (ehemals Königgrätzer Straße 57/58 bzw. Saarlandstraße 29/29a). In dieser bürgerlichen Wohngegend wurde das Theater in die bestehende Blockbebauung eingereiht. Dennoch wirkte die Lage des Bühnenhauses zu damaliger Zeit trotz guter Straßenbahnanbindung schon sehr außergewöhnlich, war sie doch nicht zu vergleichen mit einer zentraleren Position, wie sie die Prachtstraße Unter den Linden darstellte.
Die Ersten Entwürfe für das Theater lieferte Oskar Kaufmann schon im August 1906. Allerdings verschob sich der Bau aufgrund des plötzlichen Tods des Finanziers Herzfeld und den damit verbundenen finanziellen Unsicherheiten. Zusätzlich verweigerte das Ministerium der öffentlichen Arbeiten zunächst die Genehmigung aufgrund ungeklärter Rechtsverhältnisse der angrenzenden Privatstraße, an der das Theater errichtet werden sollte. Nach kleinen Veränderungen der Pläne konnte die Ausführung des Baus letztendlich erst im Februar 1907 beginnen. An dem Entwurf des Theaters waren außer Oskar Kaufmann noch drei weitere Mitarbeiter beteiligt: die beiden Architekten Albert Weber und San Micheli Wolkenstein und der Privatdozent und Statiker Bruno Schulz. Ihr Anteil am Bau des Theaters ist jedoch nicht mehr vollständig nachvollziehbar. Fachberatung bei der Gestaltung der Fassade erhielt Kaufmann außerdem von dem Maler Richard Böhland und dem Bildhauer Hermann Feuerhahn.

### Blütezeit der 1920er Jahre
Eröffnet wurde das Theater am 29. Januar 1908 nach dreimonatiger Bauzeit als Hebbel-Theater, benannt nach dem 1863 verstorbenen Dramatiker Friedrich Hebbel. Dessen bürgerliches Trauerspiel Maria Magdalene wurde zugleich auch als erste Premiere im Neubau gefeiert. Gründer und erster Direktor des Hauses mit 800 Sitzplätzen wurde Eugen Robert, der jedoch schon Anfang 1909 die Leitung des Theaters aufgrund finanzieller Probleme abgeben musste. An seiner Intendanz kritisierte man außerdem zahlreiche Fehlbesetzungen, eine ungünstige Stückauswahl und den Mangel an selbständiger Regie. Nach einer kurzen Zeit der Selbstverwaltung unter dem Namen Das Moderne Theater folgten die beiden Direktoren Carl Meinhard und Rudolf Bernauer und das Haus wurde am 30. September 1911 in Theater in der Königgrätzer Straße umbenannt. In den darauffolgenden Jahren konnte sich das Theater durch sein fortschrittlicheres Programm aus klassischen und modernen Stücken beim Publikum durchsetzen und in der Hauptstadt etablieren.
Seine Glanzzeit erlebte das Hebbel-Theater als Regietheater in den 1920er Jahren, als Paul Wegener, Tilla Durieux, Elisabeth Bergner und Fritzi Massary unter anderem in Stücken von Henrik Ibsen, August Strindberg, Frank Wedekind und später auch in Werken von William Shakespeare und Johann Wolfgang von Goethe spielten. Das Repertoire wurde durch Lustspiele, Gesellschaftssatiren, politische Komödien und operettenartige Darbietungen im Sinne des vorherrschenden Publikumsgeschmacks erweitert. 1927 folgte eine Aufführung von Hans Kaltnekers Mysterium „Die Schwester“ mit Maria Orska als Ruth. Ab 1925, als Victor Barnowsky die Leitung des Theaters übernahm, wurden auch Stars wie Hans Albers, Fritz Kortner, Paul Hörbiger, Curt Bois und der Regisseur Erwin Piscator engagiert, bis die Nationalsozialisten 1934 das Haus politisch gleichschalteten. Das Theater wurde unter die Generalintendanz von Eugen Klöpfer (Volksbühne) gestellt, welcher die Ausstattung komplett erneuerte und die Bestuhlung auf 672 Plätze reduzierte. Das Haus blieb – bis auf einen Bombentreffer in der Spielzeit 1943/44 – von Zerstörungen im Zweiten Weltkrieg größtenteils verschont. Lediglich das Foyer im Vorderhaus und das Dach der Bühne waren von Schäden betroffen, die allerdings nicht die statische Konstruktion des Baus beeinträchtigten. Ende Juli 1945 war das Theater schon wieder betriebsfähig.

### Nachkriegszeit und Wiederherstellungsarbeiten
1945 war es das einzige fast unversehrt gebliebene Theatergebäude in Berlin. Zur Wiedereröffnung des Theaters am 15. August 1945 wurde die „Dreigroschenoper“ von Bertolt Brecht und Kurt Weill mit Hubert von Meyerinck als Mackie aufgeführt. Die Wiederherstellungsarbeiten am Schauspielhaus 1946/47 leitete der Architekt Karl-Friedrich Demmer. Er ließ die eichenen Eingangstüren durch schlichte Holzportale ersetzen, deckte das Dach im Vorderhaus mit Ziegeln und nahm viele Veränderungen in der Gestaltung der Innenräume vor. Das im Amerikanischen Sektor gelegene Haus wurde wieder in Hebbel-Theater umbenannt und galt bald als die bedeutendste Bühne West-Berlins. Auch durch seine Alleinstellung in der ausgebombten Stadt war es eine stets ausverkaufte Spielstätte (Eintrittsgeld: Kohle für die Heizung) für moderne US-amerikanische und westliche Dramatiker. Intendant war bis 1948 Karl Heinz Martin. Auf seinem Spielplan standen – ganz im Sinne der Entnazifizierung in den alliierten Besatzungszonen – wieder Werke von zwischen 1933 und 1945 diffamierten Dramatikern. Mit der Wiedereröffnung des größeren Schillertheaters 1951 verlor es aber an Bedeutung. 1952 trat dort Klaus Kinski im Rahmen des Balletts Der Idiot (nach Der Idiot von Fjodor Dostojewski) von Tatjana Gsovsky (Choreographie und Text) und Hans Werner Henze (Musik) auf.

### 1960er Jahre bis heute

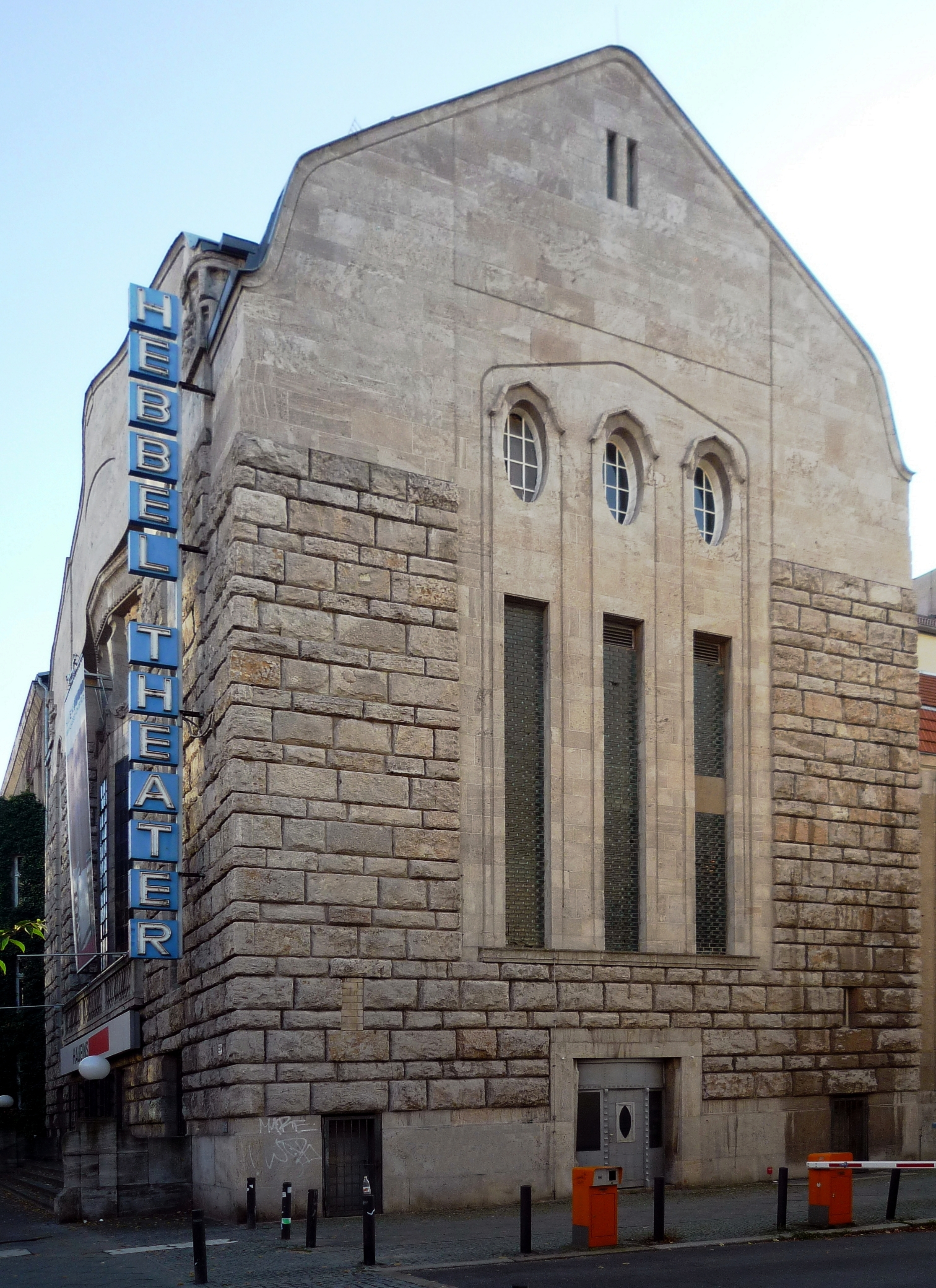
Westfassade des Hebbel-Theaters

Nachdem das Hebbel-Theater 1952 in ein Privatunternehmen überführt wurde, erlangte es in den 1960er Jahren als Volkstheater wieder großen Zulauf, als unter der Leitung von Rudolf Külüs u. a. Hans Epskamp, Harald Juhnke, Inge Meysel, Klaus Schwarzkopf und Rudolf Platte das Publikum begeisterten. Eine Modernisierung erlebte das Haus 1960 durch die Architektin Sigrid Kressmann. Sie gestaltete das Theater hauptsächlich in pastellenen Farben, ließ es durch weite Glastüren heller erscheinen und verkleidete die Wände mit Rauputz. Außerdem brachte sie eine weithin sichtbare Reklameschrift über den Eingangsportalen an und erneuerte die Beleuchtung im Innenraum. Nach Külüs' Tod übernahm seine Frau Hela Gerber die Leitung, hatte aber keinen Erfolg. Die Ära Hebbel-Theater endete nach jahrelangen finanziellen Schwierigkeiten mit einem Konkurs im Jahr 1978. Danach wurde das Haus noch von anderen Bühnen als Ausweichspielstätte (u. a. von der Schaubühne am Halleschen Ufer) und als Gastspielort genutzt. So fand hier zum Beispiel 1984 die Wiederaufführung von Carl Grauns Oper „Montezuma“ statt. Nur der Denkmalschutz rettete das Theater damals vor dem Abriss. Seit 1972 befindet es sich im Eigentum des Landes Berlin.
1989 übernahm Nele Hertling als Geschäftsführerin und künstlerische Leiterin das Haus. Durch ihr Zutun rückte das vorher leerstehende Gebäude wieder in das Bewusstsein der Berliner Bevölkerung und wurde zu einer international angesehenen Bühne des zeitgenössischen Theaters. Allerdings musste Nele Hertling ausschließlich auf Gastspielgruppen zurückgreifen, da dem Theater kein eigenes Ensemble zur Verfügung stand. Sicherlich auch bedingt durch die immer wieder aufkehrende Kritik, dass die Stadt Berlin schon über ausreichend Sprechbühnen verfüge, fusionierte das Hebbel-Theater in der Spielzeit 2003/2004 mit dem Theater am Halleschen Ufer und dem Theater am Ufer zum Theater Hebbel am Ufer (HAU), dem „Theaterkombinat der anderen Art“. Seit September 2003 stellt es eine von dessen drei Spielstätten dar, die bis Juli 2012 unter der künstlerischen Leitung von Matthias Lilienthal standen. Nachfolgerin Lilienthals seit der Spielzeit 2012/13 ist die Belgierin Annemie Vanackere, die bis dahin seit 1995 künstlerische Leiterin der Schouwburg in Rotterdam war.

## Beschreibung

### Architektur und Fassade
Durch die beengte Platzsituation des schmalen Grundstücks entschied sich Oskar Kaufmann für die Errichtung eines Ranglogentheaters mit zwei Schauseiten: Einer Hauptfassade an der Stresemannstraße und eine Nebenfassade an der angrenzenden Privatstraße. Diese Form des Baus eines Theaters mit Rängen grenzt den Zuschauerraum strikt von der Bühne ab und bietet gleichzeitig die Möglichkeit, auch in der Raumhöhe zahlreiche Sitzplätze – im Gegensatz zu einer amphitheatralischen Anlage – zu integrieren.
Die Gliederung des Theaters dient scheinbar genau diesem Zweck der optimalen Raumausnutzung und die übersichtliche Disposition unterteilt sich in einen Vorderbau mit Theatervorräumen (Eingänge, Garderoben, Treppen und Foyers), dem Zuschauer- sowie Bühnenhaus und dem Verwaltungstrakt. An der Nebenfassade ist diese Gruppierung der Vorder- und Hintergebäude an den unterschiedlichen Höhen erkennbar. Beide Schauseiten sind außerdem durch eine bis fast zum Giebel hinaufwachsende Rustika überzogen, deren plastische Wirkung durch den Blockverband aus abwechselnd breiten und schmalen Steinlagen erzeugt wird. Der repräsentativen Hauptfassade aus Muschelkalkstein ist eine einladende Freitreppe vorgelagert, welche zu den drei in die Mauer eingelassenen Eingängen führt und von zwei Bronzeleuchtern begleitet wird. Darüber wölbt sich ein polygonaler Erker, der sich zurückgesetzt in die Fassade einfügt, von einer Balustrade begrenzt und von einem Giebel mit (ursprünglichem) Kupferdach abgeschlossen wird. Diese nischenartige Konstruktion wird durch langgezogene Fensterbahnen und Okulifenster gegliedert. Letztere sind durch Relieffiguren gerahmt. Diese Unterteilung durch Fenster wiederholt sich an den Treppenhäusern links und rechts des Erkers und an der Nebenfassade des Vordergebäudes mit je drei Lang- und Rundfenstern. Der abgerundete, konvex hervorschwingende Giebel der Vorderfront ist an den Seiten mit Maskenreliefs von Hermann Feuerhahn verziert. Die Gestaltung der Hauptfassade folgte damals keinen bekannten Vorbildern und wurde in ihrer neuartigen Form von Geschlossenheit und Konzentration von anderen Architekten, wie Fritz Schumacher für das Dresdner Krematorium, übernommen. Die Außenarchitektur von Oskar Kaufmann besticht vor allem auch durch die Abwesenheit von überflüssigen beziehungsweise sinnlos-prunkvollen Bauelementen. Der Aufbau und die Ausschmückung des Gebäudes sind größtenteils auf Notwendigkeiten beschränkt und dienen vor allem dem eigentlich Zweck des Baus: den Theateraufführungen.
Die hinteren Gebäude treten durch einfache, funktionale Gestaltung und Verputzung kaum in Erscheinung. Dem hoch aufragenden Bühnenhaus sind die beiden Treppentürme vorgelagert, die durch einfache Kuppeldächer bedeckt sind. Die Fassaden der drei Hinterhäuser erscheinen durch die einheitliche vertikale Anordnung der Fenster und die simple Verputzung ohne dekorative Elemente zurückgenommen.

### Innenarchitektur und Ausstattung
Der Vorderbau des Hebbel-Theaters beherbergt die Zugänge und Vorräume zum Zuschauerraum. Über die mit Eichenholz ausgekleidete Eingangshalle, wo sich die Kassenschalter befinden, gelangt man in die mit palisanderfarbenem Nussbaum getäfelten Garderobenräume und Umgänge. Von dort führen seitlich Treppen zum Hauptfoyer und zu den Rängen. Durch die beiden Seitentüren und Treppenhäuser erreicht man den zweiten Rang von außen. Der Aufgang zu den damals meist billigeren Plätzen ist damit abgegrenzt von der dekorativen und ausgeschmückten Eingangshalle. Das zweigeschossige Hauptfoyer, der Repräsentationsraum des Theaters, ist in einer oval-elliptischen Form gebaut und mit rötlich-braunem Mahagoni und schwarzem Birnbaumholz vertäfelt. Im oberen Abschluss finden sich Intarsien aus Rosenholz und Perlmutt.
Oskar Kaufmann legte – da er sich selbst in seiner Anfangszeit in der Reichshauptstadt mit Raumausstattungen sein Geld verdiente – großen Wert auf die Innendekoration aller Räume. So wurden auch die Verwaltungs- und Ankleidezimmer des Theaters von ihm eigens eingerichtet und sorgsam dekoriert.

#### Zuschauerraum

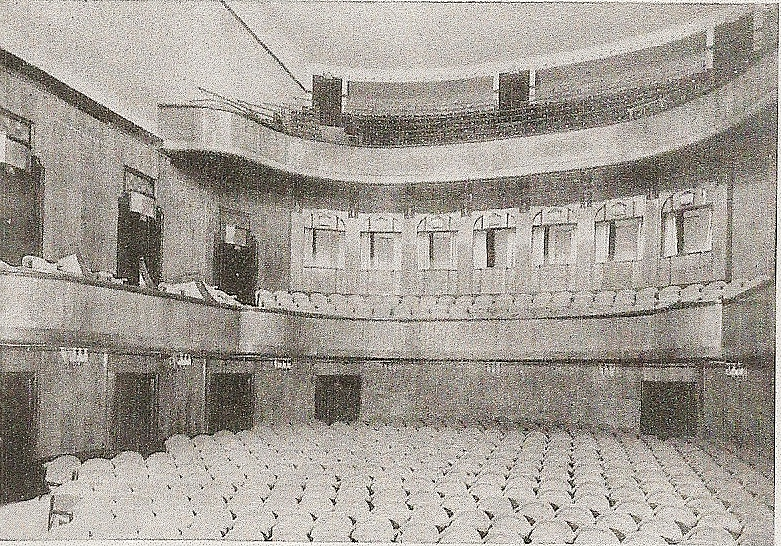
Blick in den Zuschauerraum des Hebbel-Theaters 1908

Für den wichtigsten Raum des Theaters, den Zuschauersaal, wählte Kaufmann eine ‚reduzierte Zweiranganlage‘. Der zweite Rang ist dabei nicht komplett bis an den Bühnenraum herangeführt, um allen Zuschauern beste Sichtverhältnisse zu ermöglichen und eine verzerrte Schrägsicht auf die Bühne zu verhindern. Die Schweifform der Brüstung ist dabei charakteristisch für die Architektur Kaufmanns und wurde als Einranganlage so auch im Berliner Renaissance-Theater und im Neuen Schauspielhaus in Königsberg angewendet. Die beiden zylindrischen Türme zu beiden Seiten der Bühne, die jeweils Treppen beherbergen, sind mit den geschwungenen Rängen des Zuschauerraums abgestimmt. Der 800 Personen fassende Saal ist fast vollständig mit rötlichen bis goldbraun gebeizten Paneelen aus Birkenholz verkleidet und war ursprünglich zusätzlich mit wertvollen Seidenstoffen verziert. Die Monotonie eines üblichen Rangtheaters wird durch Abrundungen der Rampen vermieden. Die Holztäfelung, welche von der Firma E. E. Lehmann gefertigt wurde, reicht bis zum zweiten Rang hinauf und schließt auch die beiden Türme mit ein. Durch diese Verkleidung entsteht der einheitliche Raumeindruck, der bewusst auch nicht durch den Einbau rückwärtiger Logen hinter dem ersten Rang durchbrochen wird und damit die entscheidende Neuerung Kaufmanns im Vergleich zum Theaterbau jener Zeit darstellte. Die Decke ist schmucklos und auch der obligatorische Kronleuchter fehlt. Mit der unterschiedlichen Gestaltung der Ränge und Logen bezieht Kaufmann die verschiedenen sozialen Positionen der Theaterbesucher mit ein. So spiegeln sich in Dekoration und Bestuhlung der Parkett- und Logenplätze die gesellschaftlichen Stellungen der wohlsituierteren Besucher wider, während die einfache Gestaltung und die simple, aber zahlenmäßig höhere Holzbestuhlung des zweiten Rangs für die einfachere Bürgerschicht gedacht sind.

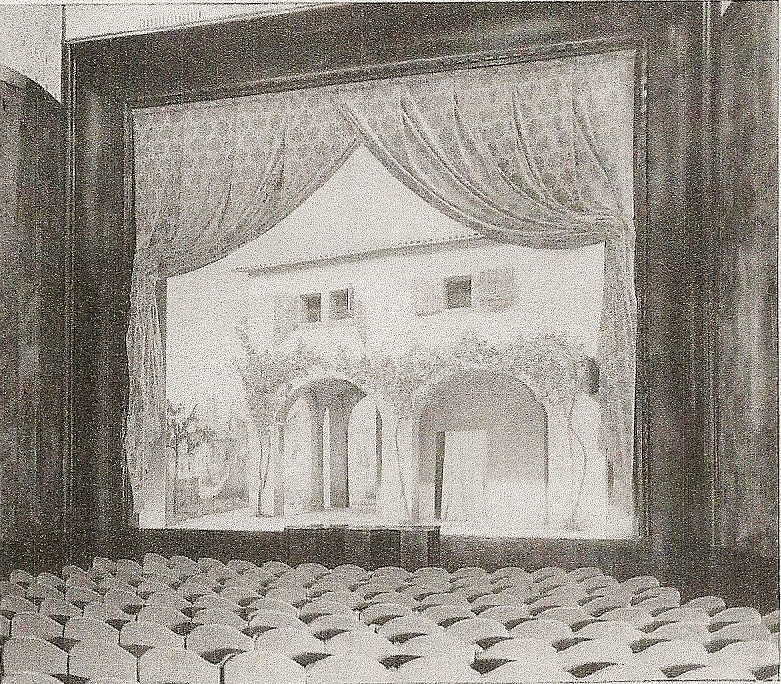
Bühnenraum des Hebbel-Theaters 1908

#### Bühnenraum
Oskar Kaufmann strebte eine strikte Trennung von Bühne und Zuschauerraum an, indem er den Bühnenrahmen wie einen wirklichen Bilderrahmen gestaltete. Dieses trichterförmige Proszenium fördert den Eindruck einer ‚Guckkastenbühne‘ und sollte später zum Charakteristikum der Architektur Kaufmanns werden. Mit dem nahezu quadratischem Format von 12 m Höhe wie Breite der Öffnung erscheint das Spiel auf der Bühne als gerahmtes Bild und grenzt somit die dramatische Aktion räumlich vollständig vom Publikumssaal ab.
Das geräumige Bühnenhaus (19 × 16 × 14 m) beinhaltete eine neuartige Drehbühne mit einem Durchmesser von 12,3 Metern. Im Konzept Kaufmanns waren auch musikalische bzw. Opernaufführungen vorgesehen. So lassen sich die ersten Parkettreihen im Zuschauerraum entfernen und der sich unter ihnen befindliche Hohlraum als Orchestergraben nutzen.

## Dokumentation
- Neugier & Risiko. Das Berliner Hebbel-Theater und seine europäischen Partner. Dokumentation, Deutschland 1997, 60 Min., Regie: Christoph Rüter. * Inhaltsangabe bei Christoph Rüter Filmproduktion